# 大宮區
大宮區（日语：／ Ōmiya ku */?）是日本埼玉縣埼玉市的10個區之一。
過去是舊大宮市的市中心，江戶時代為中山道宿場大宮宿的宿場町，也是冰川神社的門前町。近代以來為埼玉縣下重要的商業都市。區內大宮站周邊地區在埼玉市都市計畫中屬「都心景觀地區」之一。

## 地理
位於埼玉縣縣廳埼玉市中央偏北的位置。在2001年（平成13年）埼玉市成立以前，為舊大宮市南部。
大部分區域屬大宮台地。東側有芝川、西側有鴨川的沖積平原。地形平坦，無山岳、丘陵。
中央的大宮站周邊是埼玉縣內最大的商業區，周圍為住宅區。鴨川沿岸有一些水田。

### 河川、湖沼
- 鴻沼川（切敷川）
- 鴨川
- 芝川
- 見沼代用水
- 高沼用水路
- 船池（大宮公園內）
- 白鳥池（　　〃　　）

## 行政
- 大宮區役所
- 大宮警察署
- 埼玉市消防局大宮消防署
  - 下町出張所
  - 大成出張所

## 經濟

### 商業

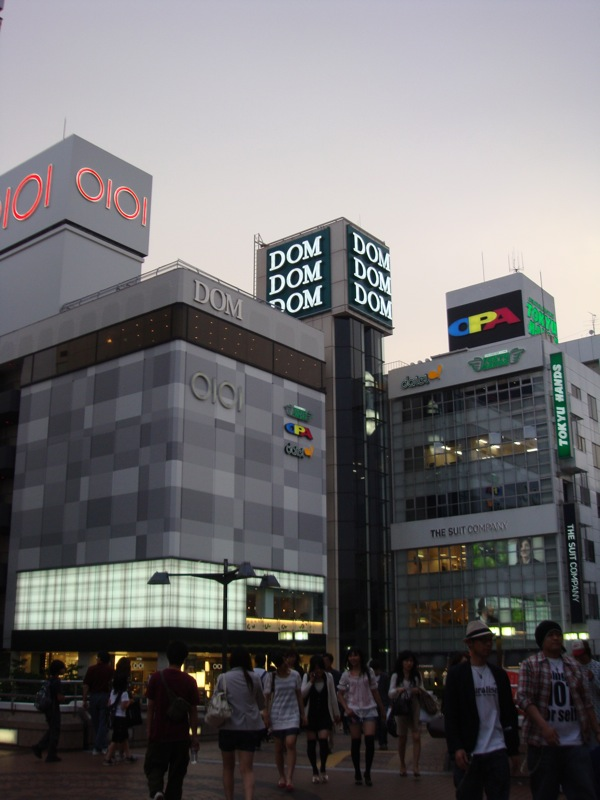
DOM。丸井大宮店，大榮大宮店，東急手創館，大宮OPA等入駐的複合商業設施。
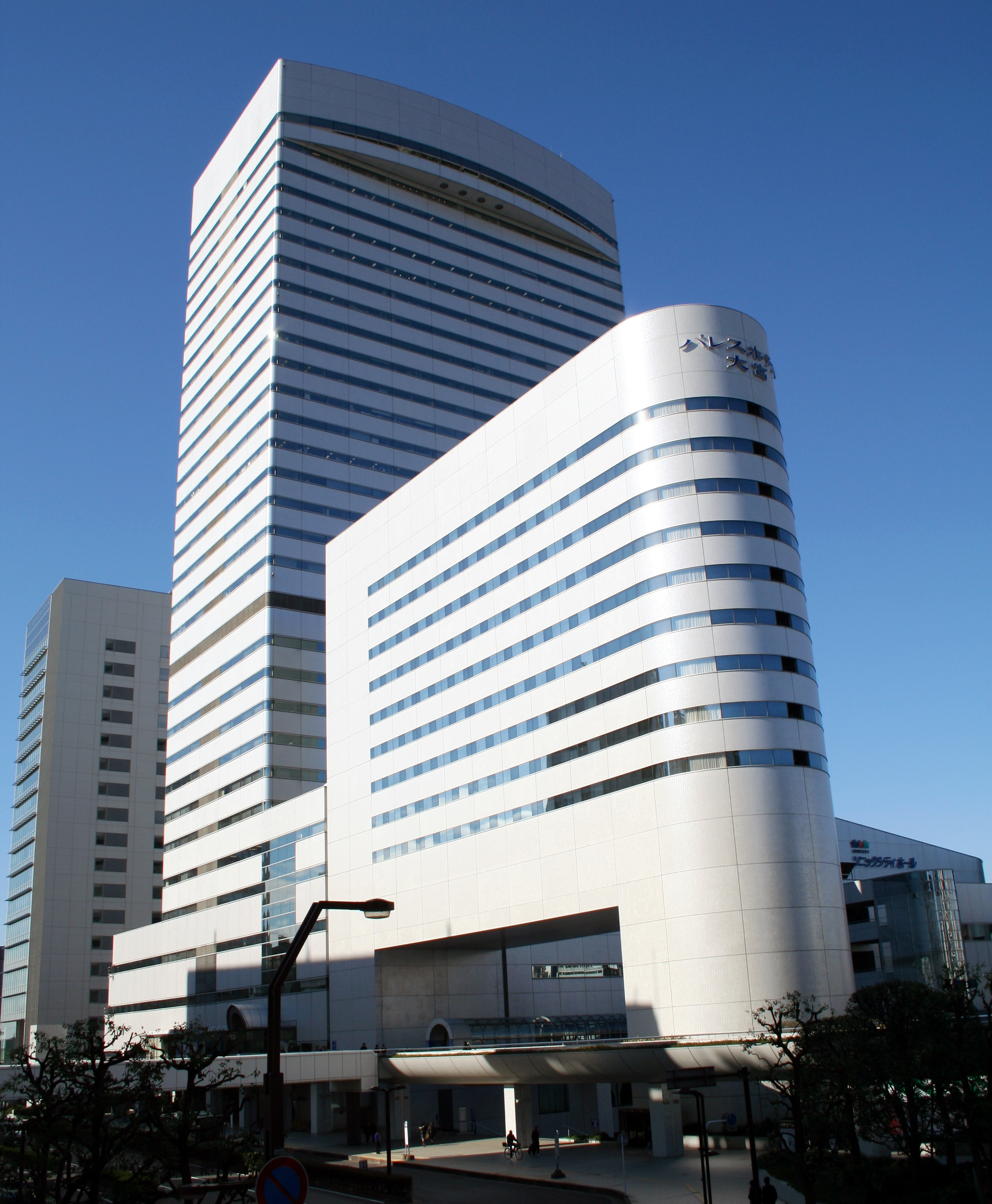
大宮SONIC CITY，包含Palace Hotlel與大型會廳的高層大樓。

### 設置總部的企業
- 武藏野銀行
- 富士藥品
- 河童壽司
- Hiday日高
- ARAI安全帽
- Rhythm Watch
- AIDA設計

## 主要設施
- 冰川神社的參道
- 大宮公園的白鳥池
- NACK5體育場大宮
- 大宮自行車賽車場
- 鐵道博物館

鐵路相關
區內中央的大宮站附近有JR東日本大宮總合車輛中心（舊大宮工場）與JR貨物車輛工場（舊大宮工場機關車檢修部門），稱為「鐵道之街」。
- 大宮站（車站大樓為Lumine）
- JR東日本大宮支社/大宮總合車輛中心
- JR貨物大宮車輛所
- 鐵道博物館
  - 原為東京神田的舊交通博物館。

商業、業務
- 大宮SONIC CITY（大宮護照中心、Palace Hotel大宮等）
- Sino大宮
- JACK大宮
- 武藏野銀行本店
- 大宮天空大樓（SOGO大宮店，OSS24等。隣接的公園館為BIC CAMERA大宮西口SOGO店）
- ARCHE
- Lumine大宮店
- 大宮西武Loft（舊西武百貨店大宮店）
- 高島屋大宮店
- DOM（大榮、丸井、OPA、東急手創館大宮店）
- 大宮銀座通、南銀座
- COCOON新都心
- 大宮Katakura Park
- 社會保險大宮總合醫院
- 自治醫科大學附屬埼玉醫療中心

文化、公園
- 冰川神社（武藏國一宮）
- 大宮公園
  - 埼玉縣立歷史與民俗博物館

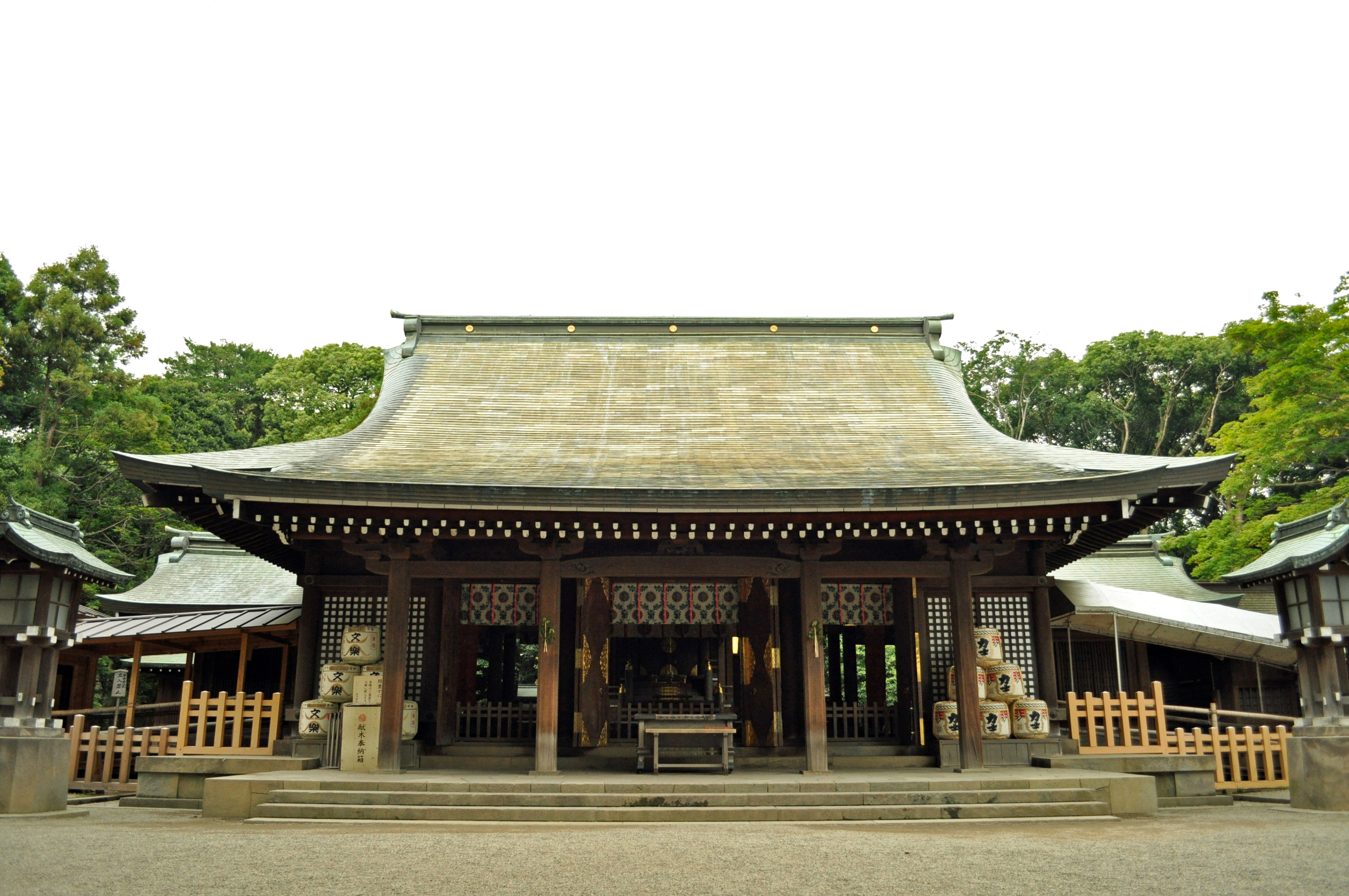
冰川神社拜殿

  - 埼玉市大宮公園足球場（NACK5體育館大宮，J1大宮松鼠主場）
  - 埼玉縣營大宮公園棒球場
  - 大宮競輪場
- 大和田公園
  - 埼玉市營大宮球場
  - 埼玉市營大和田公園池
  - 埼玉市營大宮體育館
- 市民會館大宮
  - 山丸公園（山丸製絲大宮製絲場跡地。展示白井助七町長之碑與蒸氣機關車C12 29號機）
- 埼玉市立大宮圖書館
  - 埼玉市立櫻木圖書館
- 埼玉市立博物館
- 埼玉市宇宙劇場
- 大宮撫摸福祉中心
- 埼玉市立漫畫混會館

## 交通

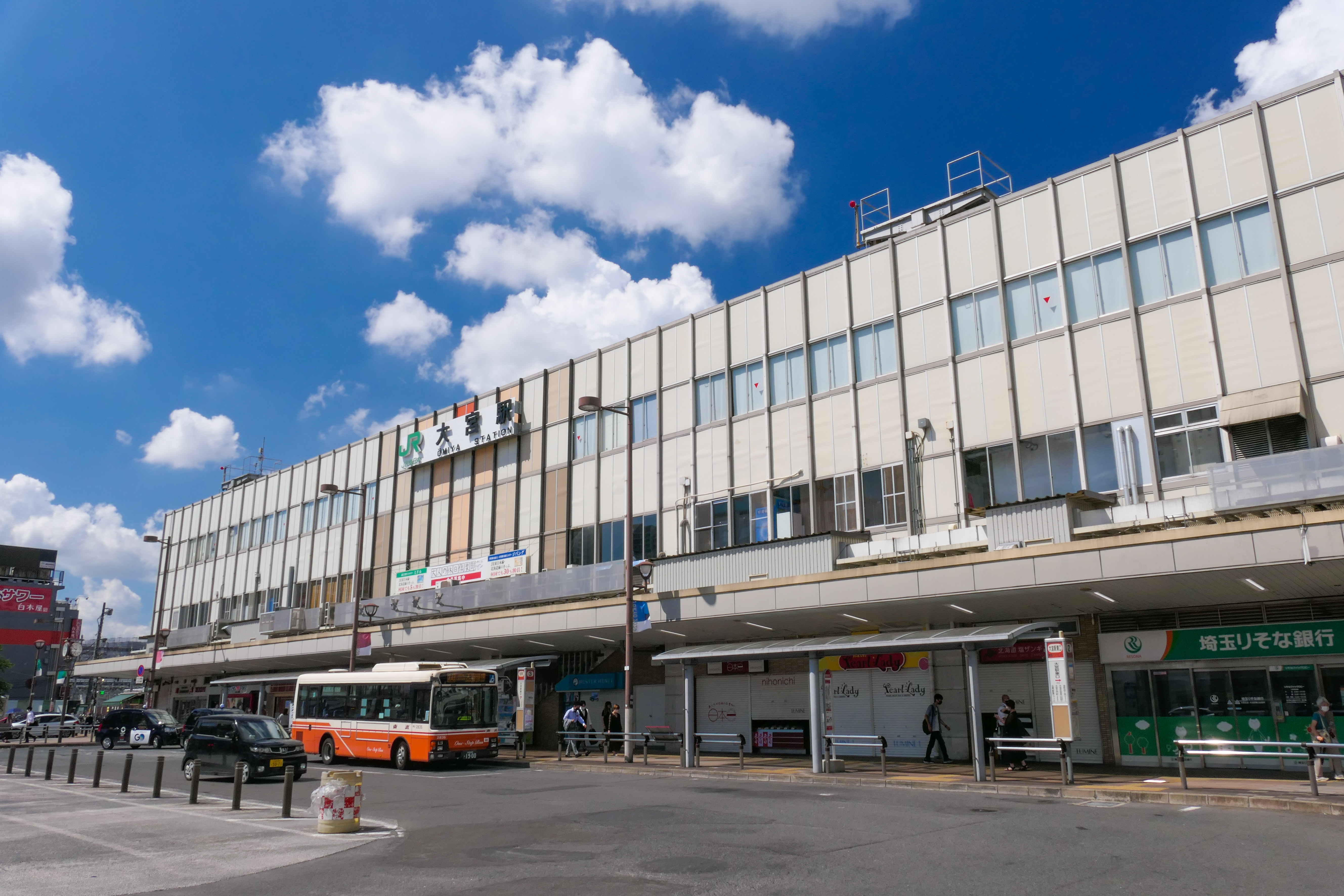
大宮站

### 鐵路
東日本旅客鐵道
- 東北（山形、秋田、北海道）、上越（北陸）各新幹線：大宮站
- 埼京線：大宮站
- 川越線：大宮站
- 京濱東北線：埼玉新都心站 - 大宮站
- 東北本線（宇都宮線）·高崎線：埼玉新都心站 - 大宮站

東武鐵道
- 野田線：大宮站 - 北大宮站 - 大宮公園站

埼玉新都市交通
- 伊奈線（New Shuttle）：大宮站 - 鐵道博物館站

### 巴士
- 國際興業
- 東武巴士西
- 西武巴士

### 道路
- 收費道路
  - 首都高速埼玉新都心線
    - 新都心西
    - 新都心（埼玉見沼方向出入口）
- 一般道路
  - 國道17號（中山道）
  - 國道17號新大宮繞道
  - 埼玉縣道2號埼玉春日部線（舊國道16號）
  - 埼玉縣道35號川口上尾線（產業道路）
  - 埼玉縣道164號鴻潮桶川埼玉線（舊中山道）

## 教育
小學校
| - 埼玉市立上小小學校 - 埼玉市立櫻木小學校 - 埼玉市立大宮小學校 | - 埼玉市立大宮東小學校 - 埼玉市立大宮南小學校 - 埼玉市立大宮北小學校 | - 埼玉市立三橋小學校 - 埼玉市立大成小學校 - 埼玉市立芝川小學校 |

中學校
| - 埼玉市立櫻木中學校 - 埼玉市立大宮東中學校 - 埼玉市立大宮南中學校 | - 埼玉市立大宮北中學校 - 埼玉市立三橋中學校 - 埼玉市立大成中學校 | - 埼玉市立第二東中學校 - 大宮開成中學校 |

高等學校
| - 埼玉縣立大宮高等學校 - 埼玉市立大宮西高等學校 - 梓第一高等學校大宮校區 - 大宮開成高等學校 | - 鹿島學園高等學校大宮校區 - 克拉克紀念國際高等學校埼玉校區 - 第一學院高等學校埼玉校區 - 屋久島大空高等學校大宮校區 |  |

專門學校
- 大原簿記專門學校大宮校
- 東京IT會計法律專門學校大宮校

- 埼玉電腦與醫療事務專門學校
- 大宮國際動物專門學校
- 大宮醫師會看護專門學校

大學
- 國際學院埼玉短期大學
- 放送大學埼玉學習中心

其他學校
- 埼玉朝鮮初中級學校

## 地域

### 町名等
- 土手町 （どてちょう）- 大宮站北部的市區。大宮警察署、東武野田線北大宮站所在地。舊土手宿。
- 高鼻町（たかはなちょう） - 大宮站東口。冰川神社、大宮公園所在地。大宮競輪場在大宮公園內。舊北足立郡大宮町大字高鼻。
- 宮町（みやちょう） - 大宮站東口地區。西武Loft等所在的商業地區。古時為冰川神社門前。舊大宮宿宮町。
- 大門町 （だいもんちょう） - 大宮站東口地區。高島屋與區役所所在地。江戶時期為大宮宿甚之丞新田小字大門（大宮宿大門町）。
- 仲町 （なかちょう）- 大宮站東口地區。面向歡樂街「大宮南銀座通」。舊大宮宿新宿中町。町名整理前東側（東町方面）為「東仲町」。巴士站保留「東仲町」的地名。作為縣內重要的繁華街大宮南銀座廣為人知。
- 下町 （しもちょう） - 同上。舊大宮宿新宿下町。
- 吉敷町（きしきちょう） - 靠近埼玉新都心站，鄰中央區。舊大宮宿吉舗町。
- 北袋町 （きたぶくろちょう） - 三菱材料所在地。舊木崎村（現浦和區）。最近的車站是埼玉新都心站。
- 壽能町 （じゅのうちょう） - 東的大宮公園（冰川神社），西的埼玉市營大和田公園、大宮第二公園之間的住宅地。東武野田線大宮公園站所在地。有史蹟壽能城（縣指定舊跡）。
- 堀之內町（ほりのうちちょう） - 大宮區東部的住宅街。大宮第二、第三公園在此。與見沼區之間以芝川為界，見沼代用水西緣流經此地。
- 東町（あずまちょう） - 大宮站東口側。冰川參道東部一帶。
- 天沼町（あまぬまちょう） - 大宮區東部。附設埼玉市防災中心與防災展示廳的大宮消防署、自治醫科大學附屬埼玉醫療中心、合併紀念見沼公園等所在地。見沼代用水西緣流經此地，與見沼區之間以芝川為界。舊上天沼、下天沼村。
- 淺間町（せんげんちょう） - 大宮站東口側。面對冰川參道的住宅街。舊大字大宮字淺間。
- 大原（おおはら） - 原屬浦和市，部分（6、7丁目）為大宮區。住宅街。
- 錦町（にしきちょう） - 幾乎全域被大宮站、JR大宮工場、鐵路路廊等鐵路用地所占據。舊大字大宮字鐘谷戶，因鐘谷戶與鐵道都是金部，選用同為金部的「錦」字作為町名。
- 櫻木町（さくらぎちょう） - 大宮站西口一帯。SOGO、丸井等商業大樓林立。舊大字大宮字鐘塚。東口町名是延續宿場町時代的地名，西口是後來因櫻花樹種多而另定的新町名。西口因1980年代後半起的再開發事業而急速發展。31層的SONIC CITY是當時縣內最高的大樓。過去西口曾用「旭町」、「中小町」等町名，後整合為櫻木町。
- 上小町（かみこちょう） - 大宮站西口側的住宅街。舊大字上小村田。
- 三橋（みはし） - 大宮區最西部。1～4丁目為大宮區，5～6丁目為西區。主要為住宅地，西部也有農地。側谷戶古墳所在地。舊北足立郡三橋村。三橋村合併以後，曾使用並木上町、並木仲町、並木南町、側谷戶町、内野下町等町名，町名整理時為保留「三橋」的村名而更名。巴士站保留「並木南町」的舊名。
- 大成町（おおなりちょう） - 西口北部。行政區設置時分為北區與大宮區。1～3丁目為大宮區，4丁目是北區。埼玉新都市交通伊奈線鐵道博物館（大成）站所在地。大成來自於開設「普門院」的金子大成（かねこおおなり）。
- 櫛引町（くしひきちょう） - 1丁目屬大宮區，2丁目屬北區的住宅地。最近的車站是，伊奈線鐵道博物館站。

## 其他

### 代表色
區色是以大宮為主場的J聯盟大宮松鼠的代表色橘色。

## 備註
1. ↑  .   [2013-07-16]. （原始内容存档于2012-01-03）.

## 外部連結
- 埼玉市大宮區役所 官方網站 （页面存档备份，存于）